# Saison 4 de Westworld
Chronologie
Saison 3
Cet article présente le guide des épisodes de la quatrième et dernière saison, sous-titrée Le Choix (The Choice), de la série télévisée américaine de science-fiction Westworld.

## Synopsis de la saison
La quatrième saison se déroule sept ans après la troisième saison. Caleb est marié et père, Maeve continue le combat, Dolorès (sous de le nom de Christina) est scénariste pour jeux vidéos, William a de nouveaux projets...

## Distribution

### Acteurs principaux
- Evan Rachel Wood (VF : Élisabeth Ventura) : Christina / Dolores Abernathy
- Thandiwe Newton (VF : Annie Milon) : Maeve Millay
- Jeffrey Wright (VF : Frantz Confiac) : Bernard Lowe / Arnold Weber
- Tessa Thompson (VF : Fily Keita) : Charlotte Hale / Copie de Dolores
- Ed Harris (VF : Serge Biavan) : William (âgé) / L'homme en noir
- Aaron Paul (VF : Marc Arnaud) : Caleb Nichols
- Luke Hemsworth (VF : Stéphane Pouplard) : Ashley Stubbs
- Angela Sarafyan (VF : Laurence Mongeaud) : Clémentine Pennyfeather
- Ariana DeBose : Maya
- Daniel Wu : Jay
- Morningstar Angeline Wilson : Odina
- Nozipho Mclean : Uwade Nichols
- Manny Montana : Carver
- Rodrigo Santoro : Hector Escaton
- Celeste Clark : Frankie
- Michael Malarkey : Emmett
- Aaron Stanford : Peter Myers
- Fredric Lehne : Colonel Brigham
- Arturo Del Puerto : Hugo Mora
- Alex Fernandez : Mr. Mora

## Liste des épisodes

### Épisode 1:Oiseau de mauvais augure
- États-Unis,  Canada : 26 juin 2022 sur HBO / HBO Canada
- France,  Belgique : 27 juin 2022 sur OCS City / Be 1 (en VOSTFr)
- Québec : -->

### Épisode 2:Les Âmes solitaires
- États-Unis,  Canada : 3 juillet 2022 sur HBO / HBO Canada
- France,  Belgique : 4 juillet 2022 sur OCS City / Be 1 (en VOSTFr)
- Québec : -->

- Saffron Burrows : Anastasia Whitney
- Jack Coleman : Sénateur Ken Whitney

### Épisode 4:Génération sacrifiée
- États-Unis,  Canada : 17 juillet 2022 sur HBO / HBO Canada
- France,  Belgique : 18 juillet 2022 sur OCS City / Be 1 (en VOSTFr)
- Québec : -->

### Épisode 5:Zhuangzi
- États-Unis,  Canada : 24 juillet 2022 sur HBO / HBO Canada
- France,  Belgique : 25 juillet 2022 sur OCS City / Be 1 (en VOSTFr)
- Québec : -->

### Épisode 6:Fidélité
- États-Unis,  Canada : 31 juillet 2022 sur HBO / HBO Canada
- France,  Belgique : 1er août 2022 sur OCS City / Be 1 (en VOSTFr)
- Québec : -->